# Pommerol
 Pommerol  es una población y comuna francesa, en la región de Ródano-Alpes, departamento de Drôme, en el distrito de Nyons y cantón de Rémuzat.

## Demografía
| 16 | 17 | 13 | 13 | 14 | 21 |
| Para los censos de 1962 a 1999 la población legal corresponde a la población sin duplicidades (Fuente: INSEE [Consultar]) |    |    |    |    |    |